# Juliusz Wieczerski Durski
Juliusz Wieczerski Durski (ur. 1851 w Winnogórze, zm. 22 listopada 1893 w Sorocabie) – brazylijski fotograf, uznawany za jednego z najważniejszych brazylijskich fotografów drugiej połowy XIX wieku. Polak.
Urodził się w rodzinie Hieronima Durskiego i jego żony Pelagii z Wieczerskich, rodzina w 1863 wyemigrowała do Brazylii i osiedliła się w stanie Parana. Po naturalizacji przyjął portugalską formę swojego imienia „Julio”. Dwanaście lat później zamieszkali w mieście Sorocaba, rok później poślubił Virgilinę Soares Chakasa. Również w 1876 założył w São Paulo studio „Photographia Allena”. Od 1878 pracował w Sorocabie dla kompanii Leuthold, w 1879 sfotografował fabrykę "Fábrica de ferro em Sorocaba de São João de Ipanema". Zdjęcia te zostały przedstawione na zorganizowanej w 1881 wystawie o historii Brazylii, która miała miejsce Bibliotece Narodowej. W tym samym roku założył własne atelier w Sorocabie, wykonywane przez siebie fotografie zaczął sygnować podpisem „Photografhia Julio W.Durski”. W 1885 uczestniczył w wystawie okręgowej zorganizowanej w São Paulo, przedstawił na niej wykonane w latach 1880 i 1885 zdjęcia zabytków Sorocaby oraz w 1884 zdjęcia z budowy linii kolejowej Sorocabana. Za przedstawione fotografie otrzymał dyplom zasługi. W 1889 dzięki wsparciu finansowemu Francisco Pereira de Souza zbudował maszynę do wywoływania zdjęć, którą nazwał Casa Durski. Mimo że zmarł w wieku 42 lat to pozostawił potomnym ogromną spuściznę historyczną w postaci licznej dokumentacji fotograficznej.